# In einem Land vor unserer Zeit V – Die geheimnisvolle Insel
In einem Land vor unserer Zeit V – Die geheimnisvolle Insel ist ein Zeichentrickfilm. Regie führte Charles Gosvenor. Der Film ist im Jahr 1997 in den USA erschienen. Er stammt von Universal Pictures.

## Handlung
Eines Tages fällt ein Schwarm blattfressender Gobbler über das "Große Tal" her und verschlingt alle Pflanzen, die er finden kann. Die einst üppig bewachsene Landschaft ist nun öde und leer, und die Herden des Tals müssen sich ein neues Zuhause suchen, bis die Blätter wieder nachgewachsen sind. Als Streitereien die Erwachsenen zu entzweien drohen, machen sich Littlefoot und seine Freunde allein auf den Weg. Ihre Suche führt sie zum „großen Wasser“ und zu den Ufern einer geheimnisvollen Insel. Als sie einen Landweg zur Insel überqueren, löst ein Seebeben einen Tsunami aus, der den Landweg zerstört. Sie sind nun auf der Insel gefangen. Als sie versuchen, mit einem Baumstamm zurück zum Festland zu gelangen, werden sie von einem „schwimmenden Scharfzahn“ angegriffen und schwimmen zurück zur Insel. Sie treffen auf Chomper, der sich über das Wiedersehen freut und überraschenderweise im Gegensatz zu seinen Eltern sprechen kann. Cera ist der Meinung, dass sie mit ihm nicht befreundet sein können, weil er ein Scharfzahn und somit sie seine Nahrung sind, was Chomper sehr traurig macht. Dann taucht eine neue Gefahr auf: ein weiterer Scharfzahn, ein Giganotosaurus, greift die Freunde an. Sie fliehen an die Küste, wo Chomper versucht, Ihnen zu helfen, indem er den Angreifer in den Schwanz beißt. Dann tauchen auch Chompers Eltern auf, die ihren Sohn beschützen wollen. Sie kämpfen gegen den Angreifer, der zunächst die Oberhand gewinnt, bis Chompers Vater ihn mit seinem Schwanz niederschlägt. Als der Scharfzahn daraufhin ins Meer stürzt, stößt er Chomper mit runter. Littlefoot rettet Chomper, während der Scharfzahn hinaus aufs offene Meer treibt. Dann taucht ein weiterer Wasserbewohner auf, welcher zuerst für einen Hai, gehalten wird, sich aber als Meeressaurier, ein Elasmosaurus, herausstellt und die beiden zurück an Land bringt. Da Littlefoot ihren Sohn gerettet hat, scheinen Chompers Eltern ihn und seine Freunde nun zu mögen. Sie verabschieden sich von Chomper und seinen Eltern, was besonders Chomper schwerfällt. Die Freunde gelangen nach diesen Erlebnissen zurück zu ihren Eltern, die die Sorge um die Kinder wieder zusammengeschweißt hat. Als das Tal wieder ergrünt, kehren die Saurier zurück nach Hause.

## Charaktere
| Rolle                  | Gattung       | Englischer Sprecher | Deutscher Sprecher        |
| ---------------------- | ------------- | ------------------- | ------------------------- |
| Littlefoot             | Apatosaurus   | Scott McAfee        |                           |
| Cera                   | Triceratops   | Anndi McAfee        | Magdalena Turba           |
| Ducky                  | Saurolophus   | Aria Noelle Curzon  |                           |
| Petrie                 | Pteranodon    | Jeff Bennett        | Wolfgang Ziffer           |
| Spike                  | Stegosaurus   | Rob Paulsen         | Mario von Jascheroff      |
| Chomper                | Tyrannosaurus | Cannon Young        | Constantin von Jascheroff |
| Littlefoots Großvater  | Apatosaurus   | Kenneth Mars        | Karl Schulz               |
| Littlefoots Großmutter | Apatosaurus   | Miriam Flynn        | Rita Engelmann            |
| Ceras Vater            | Triceratops   | John Ingle          | Helmut Krauss             |
| Elsie                  | Elasmosaurus  | Christina Pickles   | Viola Sauer               |
| Erzähler               |               | John Ingle          | Roland Hemmo              |